# Pentria
La Pentria és una regió històrico-geogràfica del sud d’Itàlia que pren el nom dels samnites Pentri. Inclou la província d’Isernia i una part de la província de Campobasso.

## Història
Els samnites Pentri van habitar aquesta zona des del primer mil·lenni aC, i van ser derrotats pels romans durant les guerres samnites. La zona va formar part del ducat de Benevent al segle VIII dC, i després va passar sota els normands i el Regne de Nàpols.

## Principals nuclis de població
En són Isernia, Bojano i Venafro.

## Associacions
La Comunitat Central de muntanyes de Pentria (a la qual pertany Isernia) va néixer el 1973 per valoritzar les belleses històrico-naturalistes de la regió central de Pentria.